# Єврейська діаспора

Синагоги в діаспорі перших двох століть.

Єврейська діаспора (івр. תְּפוּצָה (англ. Tfutza) — [примусове] вигнання, розсіювання; галут (גָּלוּת) є однією з найстаріших і добре вивчених діаспор світу.
Розсіювання євреїв почалося після падіння Ізраїльського царства, наприкінці VIII століття до н. е., потім продовжилося в часи вавилонського полону VI століття до н. е., збільшилася в елліністичну епоху і, нарешті, стало масовим в римську. Унікальність єврейської діаспори полягає в тому, що протягом тривалого періоду своєї історії абсолютна більшість євреїв виявилася відірваною від своєї історичної батьківщини Юдеї (Ізраїлю), яка піддалася інтенсивній арабізації та ісламізації за часів арабських завоювань. Таким чином, на відміну від греків і вірмен, всі євреї в певний період виявилися членами діаспори, фактично втративши не тільки контроль над своєю батьківщиною, але і зв'язок з нею на довгі століття.

## Основні групи діаспор

### Мізрахі
Термін «мізрахім» означає «жителі Сходу». Це найдавніша група євреїв діаспори, що сформувалася в арабських країнах, країнах Близького Сходу та Північної Африки. Спочатку мізрахі були найчисельнішою групою, проте з часом поступилися лідерством ашкеназам.
Унаслідок хвилі насильства щодо євреїв, що спалахнула з 1940-х років, більшість з них покинули мусульманські країни протягом 1950—1970-х років, причому в деяких країнах єврейські громади зникли взагалі. Винятком серед арабських країн залишається Марокко, де до євреїв зберігається загалом доброзичливе ставлення. Вихідці з мусульманських країн і їхні нащадки становлять близько 40 % населення Ізраїлю.

### Сефарди

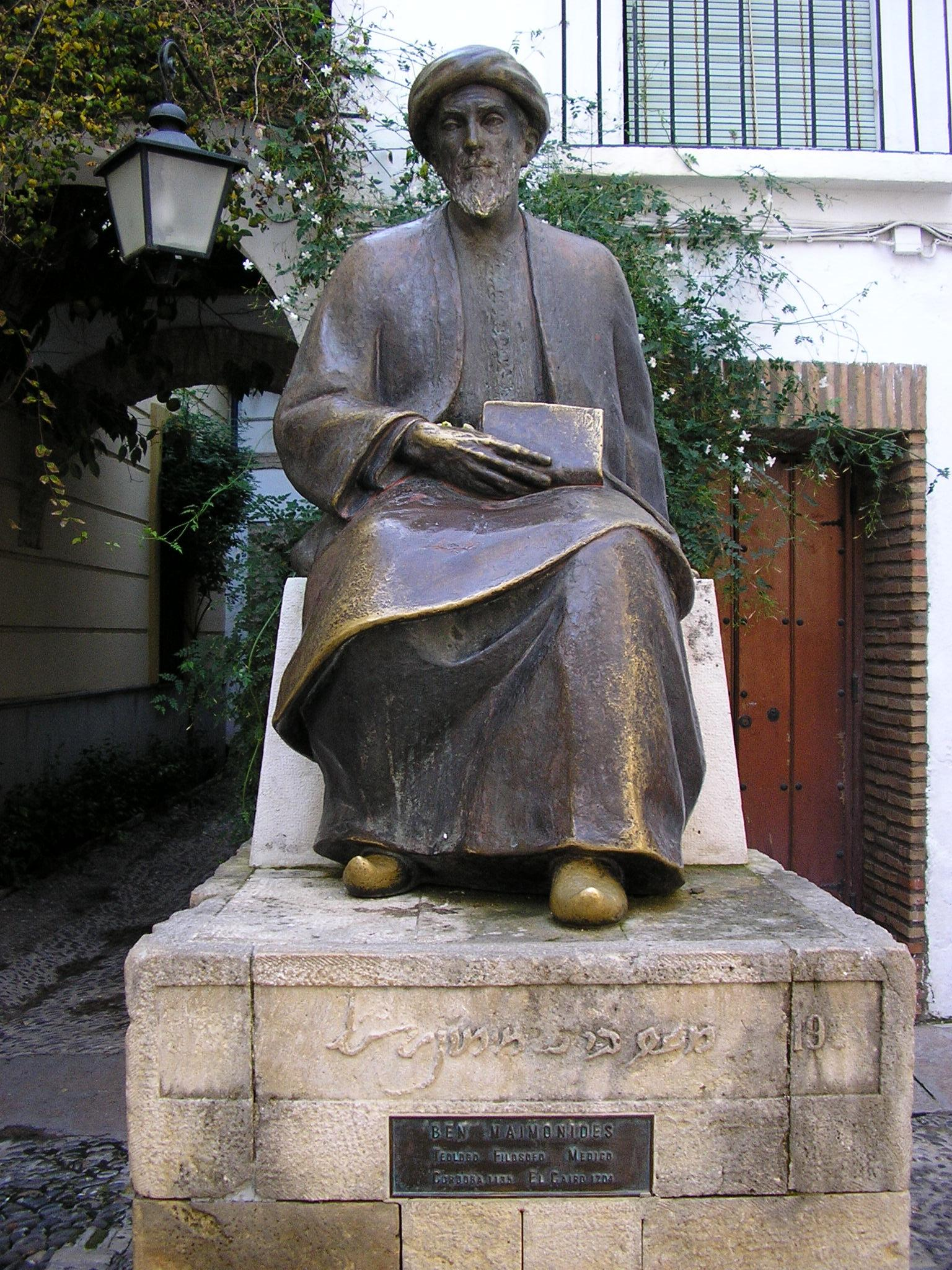
Статуя Маймоніду в Кордові.

Сефарди (івр. סְפָרַדִּים «сфарадім», від топоніма Сфарад (סְפָרַד), яке ототожнюється з Іспанією) — субетнічна група євреїв, що сформувалася на Піренейському півострові з потоків міграції юдеїв всередині Римської імперії, а потім всередині Халіфату. Історично побутовою мовою сефардських євреїв служив ладино, що належить до іберо-романської підгрупи романських мов. У своїй (сефардській) літургійній традиції використовувався сефардський варіант вимови давньоєврейської мови.
Після їх вигнання з Іспанії та Португалії наприкінці 1492 року (Альгамбрський едикт), а також після виходу з Піренейського півострова згодом (в XVI—XVIII ст.) переселилися на південь і південний схід (країни Північної Африки), на схід (Палестина, Мала Азія, Балканський півострів, Апеннінський півострів), на північний схід (південь Франції), на північ (Англія, Нідерланди). У північній Африці вигнані іспанські євреї асимілювалися в місцеві єврейські громади, натомість в інших країнах розселення іспанських євреїв асиміляція відбувалася в нові мовні культури; проте в Туреччині та Греції їх нащадки продовжували залишатися ладиномовними аж до середини XX століття.
З утворенням Держави Ізраїль в 1948 більшість ладіномовних сефардів Туреччини і Греції іммігрувало в Ізраїль. Відтоді спостерігається процес їх асиміляції з іншими євреями Ізраїлю і забування мови ладіно.

### Ашкеназі
У Центральній Європі сформувалася субетнічна група під назвою «ашкеназі». Вживання цієї назви зафіксовано джерелами, що відносяться до XIV століття. Історично побутовою мовою переважної більшості ашкеназі був їдиш, що належить до німецької гілки індоєвропейської мовної сім'ї.
Термін походить від слова «Ашкеназ» — семітського назви середньовічної Німеччини, яка сприймалася як місце розселення нащадків Ашкеназа, внука Яфета. Станом на кінець XX століття, ашкеназі становлять більшу частину (близько 80 %) євреїв світу, їх частка серед євреїв США ще вища. Однак в Ізраїлі вони становлять лише близько половини єврейського населення. Традиційно протиставляються сефардам.

### Караїми
До них належать євреї, які сповідують караїмізм. Традиційними місцями проживання караїмів є Крим, деякі міста Західної України (Галич, Луцьк) і Литви (Тракай, Паневежис). Караїмська мова належить до кипчакської групи тюркських мов.

## Головні дати в історії діаспори

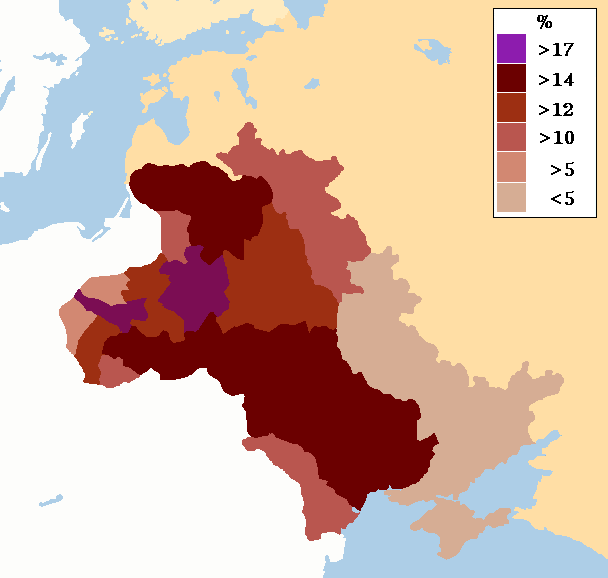
Смуга осілості і Конгрес в Польщі, з відсотком єврейського населення. 1905

- 586—537 — Вавилонський полон
- 132—135 рр. — повстання Бар-Кохби. Вигнання римлянами євреїв з Ізраїлю.
- 200—500 рр. — складено Вавилонський Талмуд. Складення основ юдаїзму.
- з VII до X століття — діяльність рахданітів.
- VIII ст. — поява караїмів.
- 711—1090 — Золота доба євреїв в Іспанії.
- 740 — прийняття юдаїзму в Хозарському каганаті.
- 950—1028 — Рабин Гершем. Заборона багатоженства.
- 968 — падіння Хозарського каганату (похід Святослава).
- 1095 — хрестові походи. Початок міграції мізрахі та з мусульманських країн.
- 1492 — вигнання сефардів з Іспанії (див. Альгамбрський едикт). Умовою, за якою вони могли залишитися, було прийняття християнства. Так виникла група євреїв, які таємно сповідували юдаїзм, — маррани.
- У середині XVI століття на польських землях проживало 80 % усіх євреїв світу[1]
- 1648 — Газерот-тах — трагедія єврейства часів Хмельниччини.
- 1665 — Саббатай Цеві оголошений Месією кабалістом Натаном з Гази. Заснування Саббатіанства.
- в другій половині XVIII століття — Гаскала (єврейське просвітництво).
- 1768 — «Уманська різанина»
- 1770—1783 роки — емансипація євреїв в США.
- 1791 — введення смуги осілості в Російській імперії.
- 1939—1945 — Голокост. Жертвами Катастрофи стали близько 6 мільйонів євреїв Європи (ашкеназі).
- 1948—1949 — війна за незалежність Ізраїлю. Відновлення державності.